# محسن جهانسوز
سروان محسن میرزا جهانسوز (۱۳۱۸–۱۲۹۳) (فرزند اسعدالسلطنه)، نویسنده، مترجم و فعال سیاسی دوره پهلوی اول، مؤلف آثاری چون کتاب خاطرات هیتلر و نخستین مترجم کتاب نبرد من هیتلر بود که در اسفند سال ۱۳۱۸ به اتهام تشکیل گروه سیاسی ضد رژیم و جاسوسی برای آلمان نازی در دادگاه نظامی محاکمه و تیرباران شد.
اعضای گروه وی ۱۲ نفر و عبارت بودند از محسن جهانسوز، عبدالحسین عباسیان، غلامعلی جاوید، حکمی، غفاری، حسن میرمحمدصادقی، مصطفی عطایی، عبدالرحیم میهن‌یار، امان‌الله قرشی، سیروس، علی متقی، ابراهیم مظاهری.

## شکنجه و اعدام
محسن جهانسوزی علیرغم شکنجه‌های سنگین بر روی وی، به ارتباط با دولت‌های خارجی اقرار نکرد که این موضوع در گزارش شهربانی ذکر گردید. با این حال ۱۲ روز پس از آن که بازجویان شهربانی اتهامات او را بی‌دلیل دانسته و وی را بی گناه اعلام کردند، در روز ۲۲ اسفند ۱۳۱۸ در زندان قصر به جوخه اعدام سپرده شد.
سهام الدین غفاری (ذکاء الدوله) در خاطرات خود، که در فروردین ۱۳۲۷ در نشریات آن عصر به چاپ رسیده، به اعدام محسن جهانسوزی توسط شهربانی رضاشاه چنین اشاره کرده‌است:
«ساعت یازده و نیم روز بیست و دوم اسفندماه سال ۱۳۱۸، اراضی کاظم‌آباد، خرابه واقع در شمال شرقی قصر قاجار شاهد یک صحنه تراژیک و جنایت آمیز دوره بیست ساله حکومت استبدادی رضاشاه بود. مردی که قرار بود اعدام شود به زحمت ۲۵ ساله به نظر می‌رسید. دادستان ارتش و طبیب قانونی (پزشک احمدی) در آن محل حاضر بودند. چون طبق معمول خواستند چشم او را ببندند با صدایی محکم گفت: چشم مرا نبندید؛ با چشم باز هم می‌توان جان داد، … زنده باد ایران».